# مكتبة الملك عبد العزيز العامة
مكتبة الملك عبد العزيز العامة، هي إحدى المكتبات العامة في مدينة الرياض، أنشئت في الخامس من رجب سنة 1408هـ برعاية من الملك فهد بن عبد العزيز آل سعود وصدرت الموافقة السامية ذات الرقم أ/36 وتاريخ 4/2/1417هـ على إنشاء مؤسسة خيرية باسم مكتبة الملك عبد العزيز العامة، وكان الهدف من إقامة هذه المؤسسة الخيرية، توفير مصادر المعرفة البشرية وتنظيمها وتيسير استخدامها وجعلها في متناول الباحثين والدارسين. وللمكتبة اهتمام مميز بتوثيق تاريخ المملكة العربية السعودية وتاريخ الملك عبد العزيز على وجه الخصوص بوصف المكتبة تتشرف بحمل اسمه. كما تبذل قصارى جهدها لرصد التراث العربي والإسلامي والإسهام في إحيائه وإخراجه بما يلائم روح العصر، كما تسهم في خدمة المجتمع من خلال إقامة الندوات والمحاضرات والمعارض والمشاركة في المناسبات الدينية والوطنية والاجتماعية، ودعم حركة البحث العلمي والتأليف والترجمة والنشر، وتنمية ثقافة الطفل، وتوفير خدمات المعلومات للمرأة، وتبادل الخبرات مع مؤسسات المعلومات على مختلف المستويات.

## أهداف المكتبة
تهدف مكتبة الملك عبد العزيز إلى تحقيق الأهداف التالية :
- توفير جميع أوعية الإنتاج الفكري وتنظيمها من كتب ودوريات مواد سمعية وبصرية، ومخطوطات في مجالات المعرفة المختلفة.
- الاهتمام بتجميع الإنتاج الفكري والعربي والأجنبي وتوثيقه بجميع أشكاله من الدوريات والبحوث المتعلقة بتاريخ الملك عبد العزيز وتاريخ المملكة العربية السعودية [2]بوجه عام.
- نشر المعرفة والثقافة والعلوم خاصة العربية منها والإسلامية والاهتمام بالتراث العربي والإسلامي والإسهام في إحيائه وتجديده.
- توفير الخدمات المكتبة والترجمة والنشر العلمي في مجالات العلوم العربية والإسلامية بما يحقق تطوير البحث العلمي بالمملكة.
- دعم حركة التأليف والترجمة والنشر العلمي في مجالات العلوم العربية والإسلامية بما يحقق تطوير البحث العلمي بالمملكة.
- الإسهام في خدمة المجتمع من خلال تنظيم المحاضرات والندوات الثقافية والعلمية وإقامة المعارض والمهرجانات والمشاركة فيها.[3]
- بناء الإنتاج الفكري والعربي والأجنبي وتوثيقه فيما يخص مجالات الخيل والفروسية لدعم البحوث والدراسات المتخصصة في هذا المجال.[4]

## مبنى المكتبة وأقسامه
- قاعات الاطلاع
- قاعة الكتب والمراجع العربية
- قاعة الكتب والمراجع الأجنبية
- قاعة الصحف والدوريات الجارية
- القاعة السمعية والبصرية
- قاعة الملك عبد العزيز
- قاعة المخطوطات والمقتنيات النادرة
- قاعة المطبوعات الحكومية
- قاعة الدوريات المجلدة
- كتب الأطفال.[5]

## قسم المخطوطات
منذ تأسيس المكتبة تم إنشاء قسم خاص بالمخطوطات، تتجاوز مقتنياتها أكثر من 4500 مخطوط أصلي بالإضافة الي أكثر من 800 مصورات ورقية وميكروفيلمية ليبلغ مجموع عدد صفحات المخطوطات في المكتبة ما يقارب مليوني صفحة، ويقتني القسم العديد من المخطوطات ذات القيمة التاريخية كالمخطوطة بعنوان (تاج اللغة وصحاح العربية) لأبي نصر إسماعيل ابن حماد الجوهري المتوفى سنة 393 ه/1003م، ومخطوطة بعنوان (المهذب)ج 1 في الفقه الشافعي للمؤلف إبراهيم بن محمد الشيرازي الفيروزآبادي والمنسوخ سنة 555هـ، بالإضافة إلى الكثير من المخطوطات المهمة والنادرة، ونظرا لصعوبة إتاحة المخطوطات الأصلية للباحثين فقد قامت المكتبة بإنجاز مشروع تحويل جميع المخطوطات التي تقتنيها إلى صيغة إلكترونية وذلك بتصوير جميع صفحاتها إلكترونيا علي أقراص ممغنطة ومن ثم أتاحتها للباحثين والمهتمين في جميع مناطق العالم عبر موقع المكتبة الإلكتروني في الإنترنت.

## وثائق مكتبة الملك عبد العزيز العامة
تحفظ مكتبة الملك عبد العزيز العامة في قاعة الملك عبد العزيز، وتنقسم إلى:
- الوثائق الأصلية

حيث يوجد بالمكتبة أكثر من ستون وثيقة، تدور معظمها حول الملك عبدالعزيز من خطابات ومراسلات ووثائق متفرقة
- الوثائق المصورة

أ- المصورة على الأفلام
ب- المصورة على الشرائح
تضم المكتبة كذلك مؤلفات مثل: من وثائقنا الوطنية الذي جُمعت فيه صور للوثائق الموجودة في المكتبة، ويضم مائة وثلاث وثائق، والآخر بعنوان: من وثائق الملك عبد العزيز، ويضم هذا الكتاب مائتي وثيقة، وهذان الكتابان من مطبوعات الحرس الوطني، وقد قام بجمعها وإعدادها د.عبد الرحمن السبيت، د.عبد العزيز الشعيل، إبراهيم العواد، سعود الرومي، وقد تم نشر الوثائق الموجودة على الشرائح في الكتابين، وقد رُتبت هذه الوثائق ترتيباً تاريخياً حيث نُشر نص الوثيقة مصوراً يتبعهُ إعادة كتابة النص طباعة، وعليه تعليقات لشرح مفردات اللهجة المحلية، واللغوية التي ذُكرت في الوثائق وبعض التعليقات، وفي نهاية كل كتاب كشاف عام وفهارس بأسماء وأماكن وموضوعات وردت في الوثائق التي نُشرت، ومن أنواع الوثائق المحفوظة بالمكتبة:
- الوثائق الإدارية: التي تشمل مجموعة وثائق إدارية تتعلق بإدارة الدولة مثل: وثيقة إصدار جواز سفر
- الرسائل والمكاتبات: تضم المكتبة مراسلات الملك عبد العزيز التي يرسلها إلى موظفيه، والتي تختص بشؤون الدولة، والوثائق المصورة على شرائح، والمنشورة في كتابي: من وثائقنا الوطنية، من وثائق الملك عبد العزيز، وكما تضم رسائل ومكاتبات للملك عبد العزيز.
- الوثائق السياسية: تحوي المكتبة على مصور ميكروفيلم خاص بالمملكة وسياستها الخارجية.
- الوثائق الدينية: تضم المكتبة بعض الوثائق الدينية التي تتعلق بالنصح والهداية للمسلمين، ومن هذه الوثائق وثيقة لشيخ الإسلام محمد بن عبدالوهاب يُبين فيها أصل الإسلام وقاعدته التي تقوم على عبادة الله، ووثيقة للشيخ محمد بن عبد اللطيف آل الشيخ إلى أهل القرى ورؤساء القبائل يدعوهم إلى الأمر بالمعروف والنهي عن المنكر.[6]

## مركز الترميم
بدأ الترميم في مكتبة الملك عبدالعزيز العامة في عام 2003م، وكان معمل ترميم خاصًّا بالصور فقط، ومن مهمَّاته الأساسية ترميم ومعالجة الصور القديمة (الصور الخاصة بالمملكة العربية السعودية، وبعض الدول العربية) في عهد الملك عبدالعزيز آل سعود، رحمه الله؛ إذ تُعدّ هذه الصور من المقتنيات النادرة الواجب ترميمها، والحفاظ عليها.
وفي عام 2021م بدأ تطوير مركز متكامل لترميم جميع مصادر التراث الثقافي بمختلف أشكاله، وجُهِّز بأحدث المقتنيات، وتمَّ تدشين المركز في 2022/6/21م.
ومن مهمات المركز الأساسية «التعقيم، والترميم والمعالجة، والخياطة والتجليد، والحفظ» لمصادر التراث الثقافي النادرة والقيِّمة، ولا يتوقَّف ترميمها على ما يتحتَّم إجراؤه من أعمال ترميم ومعالجة فقط، بل يمتدُّ كذلك إلى تهيئة الظروف المناسبة لسلامتها، والحفاظ عليها؛ لكي يسهل الاطلاع عليها، والاستفادة منها مستقبلًا.
وقد عمل المعمل حتى نهاية عام 2024م على ترميم أكثر من 27,000 ألف وعاء، وترميم أكثر من 350 من الجلود (نوادر-مخطوطات-كتب ومصاحف)، وتعقيم أكثر من 61,000 ألف مادة.

## مركز دراسات الفروسية
أنشئ في المكتبة مركز دراسات الفروسية داخل مقرها الرئيسي وتم تزويده بأمهات الكتب والمراجع العربية والأجنبية في مجال الفروسية حيث بلغ عددها 3000 كتاب، وقامت اللجنة العلمية بالمكتبة بتكليف أحد الباحثين السعوديين برصد وتجميع وتنظيم ما نشر عن الخيل والفروسية من نتاج فكري عربي وأجنبي متمثل في كتب ومقالات ومخطوطات ودوريات بحيث تكون نواة لبناء قاعدة معلومات في هذا المجال، وهناك قسمان لهذه القاعدة المعلوماتية أحداهما للمواد باللغة العربية وقد أطلق عليه اسم Horse والآخر للمواد غير العربية وقد أطلق عليه اسم Horsel.

## موسوعة المملكة العربية السعودية
هي سلسلة من المجلدات التوثيقية الشاملة عن المملكة ومناطقها الثلاث عشرة، تحوي تسجيلا شاملا لجوانب المملكة التاريخية والجغرافية والحضارية والثقافية والاجتماعية والسياحية بالإضافة إلى رصدها الدقيق لحركة التطور والإنجازات التي تحققت للمملكة، بادرت مكتبة الملك عبد العزيز العامة إلى تنفيذ هذا المشروع الوطني الضخم، ولقلة المعلومات الموثقة والمتكاملة عن المملكة في السابق، يعد مشروع الموسوعة الأول من حيث التوثيق والشمول والانتشار ومدعمة بالصور والوثائق والخرائط التوضيحية والبيانات الإحصائية، تضم الموسوعة 36 مجلد بواقع مجلدين لكل منطقة من مناطق المملكة، إحداهما باللغة العربية والآخر بالإنجليزية، بالإضافة إلي صدورها إلكترونيا على أقراص ممغنطة ونشرها كاملة في الموقع الإلكتروني والذي يحمل اسم مشروع موسوعة المملكة العربية السعودية لتكون متاحة لرواد الإنترنت.

## مركز الفهرس العربي الموحد
هو أحد مشاريع مكتبة الملك عبد العزيز العامة يهتم بحفظ ونشر التراث الفكري العربي، وإيجاد بيئة تعاونية بين المكتبات السعودية والعربية، باعتماد المعايير الدولية في الوصف الببليوجرافي، إضافة إلى توفير الكتب بالصيغة الرقمية ضمن مشروع المكتبة الرقمية العربية الموحدة.

## مركز الصور
تمتلك مكتبة الملك عبد العزيز العامة مجموعة قيمة من الصور الفوتوغرافية تحتوي على أكثر من 6239 صورة بطبعاتها الأصلية تمثل مختلف أوجه الحياة في مرحلة تاريخية مهمة تمتد من منتصف القرن التاسع عشر إلى بداية القرن العشرين ويمثل جزء من هذه المجموعة مناظر من الشرق الأوسط كما رأتها عيون بعض زوار المنطقة المشهورين، فمن بينهم شخصيات سياسية وأعضاء من السلك الدبلوماسي وضباط في الجيش ورحالة ومغامرين، وتضم قائمة هؤلاء الزوار شخصيات ذات شهرة عالمية مثل دوما ،بونفيس، زنجاكي، ميرزا، تشرلييه، روشيستر، فيريلو، فيرت وغيرهم ويبرز في المجموعة أيضا أعمال بعض المصورين المحليين الذين مارسوا التصوير، ولا تقتصر المجموعة على مناظر من الجزيرة العربية ولكن بها سجل بصري هام ل مصر ولبنان وفلسطين والهلال الخصيب وتركيا وإيران واليونان وإيطاليا ومالطا والبوسنة. وتغطي الصور مناظر تمثل مختلف أوجه الحياة بالأراضي المقدسة بالمملكة والمسجد الأقصى، وهناك مناظر ترصد الحياة الاجتماعية آنذاك كصور قوافل الصحراء وصور الأسواق وأماكن التجمع وتعكس المجموعة الكثير من الفنون المعمارية للمنطقة في تلك الفترة كما تجسدها صور تصاميم المساجد والقصور والبنايات الأثرية وكذلك الفنون الجميلة والأزياء والطقوس الاجتماعية، وتتبع المكتبة أساليب حديثة في حفظ وترميم الصور تهدف لإعادة النسيج الورقي للصورة الي حالة مقاربة لحالته الاصلية ولاستعادة ألوان الصورة كما في سابق عهدها، وهذا العمل يتطلب مراحل عمل متعددة تمتد لأيام طويلة، وتخضع لما يقارب الي 12 عملية معالجة، تسمح بتحديد الصورة بشكل تدريجي دون المساس بالتفاصيل الاصلية للصورة أو توقيع صاحبها، كما يتواجد حفظ رقمي للصور بكثافة عالية بحيث تكون في متناول الجميع ويتم بعد ذلك إدراج الصور الإلكترونية ضمن فهرس منظم يدخل في إطار قاعدة بيانات إلكترونية.

## فرع الصين
تم إنشاء فرع لمكتبة الملك عبد العزيز في جامعة بكين بقرار مجلس الوزراء بتاريخ 14/2/1430هـ الذي تضمن تفويض أمين عام مكتبة الملك عبد العزيز العامة في التباحث مع الجانب الصيني بشأن مشروع مذكرة تفاهم بين المكتبة وجامعة بكين حول إجراءات إنشاء الفرع، التي تم توقيعها رسمياً بحضور الملك عبد الله بن عبد العزيز، والرئيس الصيني هو جنيتاو في 10 فبراير عام 2009م، يقع فرع المكتبة على مساحة قدرها 13 ألف متر مربع، ويتكون من 6 أدوار ويضم قاعات للقراءة والاطلاع تتسع لأكثر من 100 باحث وزائر وتستوعب ما يزيد على 200 ألف كتاب ومادة معرفية بمساحة قدرها 500 متر مربع، وقاعة للمحاضرات ومركزاً للمعارض المتخصصة، إضافة إلى مركز للدراسات العربية الصينية ومكتبة للمخطوطات القديمة في جامعة بكين، ومكاتب إدارية تتسع لأكثر من 40 موظفا.

## وصلات خارجية
- الموقع الرسمي